# Вулиця Володимира В'язуна

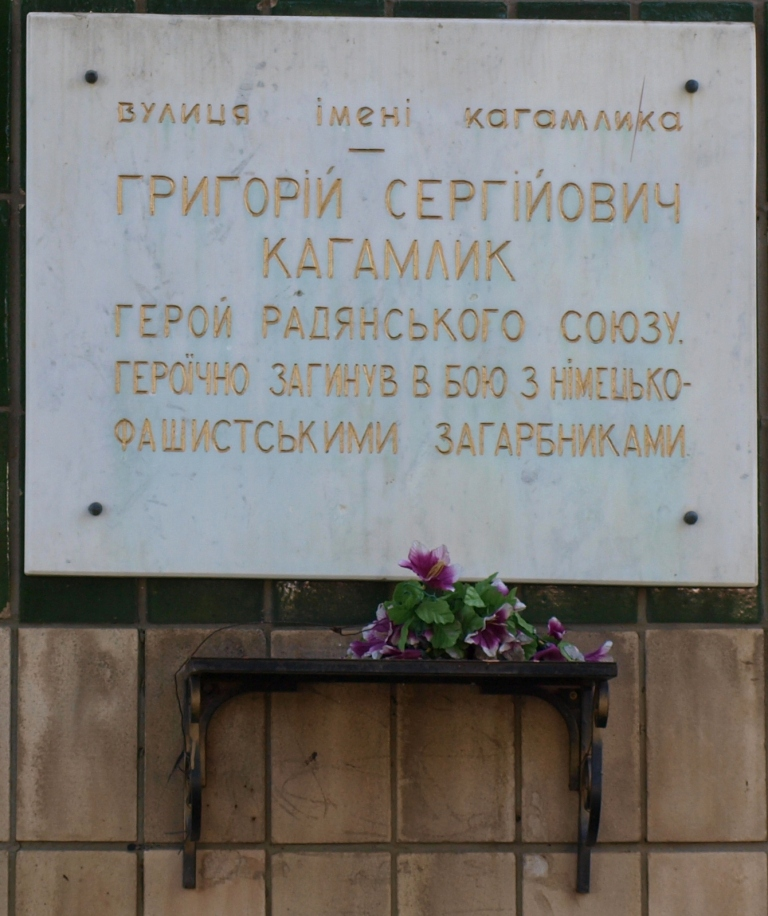
Пам'ятна дошка

Вулиця Володимира В'язуна (раніше ву́лиця Кагамли́ка) — одна із вулиць Полтави, знаходиться у Шевченківському районі. Пролягає від вулиці Європейської до Харківського шосе. Вулиця прокладена на початку XIX століття за планом Полтави 1877 року на території колишнього передмістя Кобищани. На початку XX століття перейменована на Щемилівську. Одну з версій походження цієї назви наводить Володимир Короленко у статті «Щемиловка», яка була надрукована у газеті «Полтавщина» (№ 284, від 17 листопада 1905). Назву «Кагамлика» отримала у повоєнні роки на честь Григорія Кагамлика (1923—1943) — Героя Радянського Союзу (1943, посмертно).
До вулиці прилучаються: вулиця Панаса Мирного—провулок Монтажний— вулиці Довженка—Автобазівська і Серафимовича.